# بریت اس
بریت اُس (نروژی: Berit Ås؛ ‏زادهٔ ۱۰ آوریل ۱۹۲۸ – درگذشتهٔ ۱۴ سپتامبر ۲۰۲۴) یک روان‌شناس و سیاستمدار نروژی بود. بریت اُس استاد دانشگاه و سیاستمداری بود که هر دو حزب کارگر و سوسیالیست چپ نروژ را نمایندگی کرده‌بود. در سال ۱۹۷۳، به دنبال مخالفت با عضویت نروژ در اتحادیه اروپا، بخشی از حزب کارگر نروژ از بدنه اصلی حزب جدا شد و حزب کوچک سوسیالیست‌های دموکراتیک (AIK) را تشکیل داد و بریت اُس را به رهبری خود برگزید. به این ترتیب وی نخستین زنی بود که یک حزب سیاسی را در نروژ رهبری می کرد.

## پیشینه
بریت اُس سال ۱۹۲۸، در جنوب شرقی نروژ به دنیا آمد. پدر و مادرش هر دو معلم بودند. بریت در زادگاهش بزرگ شد و به مدرسه رفت. محیط فرهنگی خانه اثر زیادی در شکوفایی استعدادهای وی داشت. زمانی که تنها ۵ سال داشت، تحت حمایت خانواده اش، یک بازار خیریه به نفع جنبش حمایت از حیوانات را سازمان داد. در ۱۲ سالگی توانست بیش از ۵۰۰ دانش آموز را در یک اعتراض مسالمت آمیز علیه ممنوعیت بازی در زنگ تنفس مدرسه، گرد هم آورد. ۱۰ سال بعد بریت از پیشگامان تأسیس مهد کودک برای دانشجویان بود. او اولین دانشجویی بود که به او مرخصی شیردادن به نوزاد در حین برگزاری امتحانات اعطاء شد.
بعد از پایان دبیرستان، بریت اُس به تحصیل روان‌شناسی در دانشگاه اسلو پرداخت و به زودی به عنوان روان‌شناسی تازه‌کار وارد فعالیت حرفه ای و سیاسی شد. اولین برنامه پژوهشی وی، تهیه گزارشی در مورد تفاوت‌های جنسیتی در آمار تصادفات بود. بین سالهای ۱۹۶۷ تا ۱۹۷۳، در مقام یک سیاستمدار محلی و عضو علی‌البدل شورای شهر، بریت حاصل مطالعات خود را در بهبود ایمنی ترافیک به خدت گرفت.
بریت اُس در چند برنامه مطالعاتی پیرامون استعمال دخانیات شرکت داشت و به زودی به عضویت شورای ملی آسیب دخانیات درآمد و همچنین عضو کمیته تخصصی دخانیات در سازمان جهانی بهداشت بود. بریت از همان سالها اقداماتی علیه کشیدن سیگار را در محافل سیاسی مرتبط با حزب کارگر نروژ پیشنهاد کرد. اما پیشنهادهای وی با مخالفت و حتی تحقیر روبرو شد. هشدار وی علیه استفاده از فراورده‌های نوعی پلاستیک نیز بازتاب بهتری نداشت.

### اولین رهبر زن در یک حزب سیاسی
بریت اُس به جناح چپ حزب کارگر نروژ تعلق داشت و از مخالفان پیوستن نروژ به بازارهای اروپایی و بعدها اتحادیه اروپا بود. در سال ۱۹۷۳، به دنبال مخالفت با عضویت نروژ در اتحادیه اروپا، بخشی از حزب کارگر نروژ از بدنه اصلی حزب جدا شد و حزب کوچک سوسیالیست‌های دموکراتیک (AIK) را تشکیل داد و بریت اُس را به رهبری خود برگزید. به این ترتیب او نخستین زنی بود که یک حزب سیاسی را در نروژ رهبری می‌کرد.همچنین سال ۱۹۷۵–۱۹۷۶، بریت اُس رهبر و بین سالهای ۱۹۷۶ تا ۱۹۷۹، معاون رهبر حزب سوسیالیست چپ (نروژ) بود و بین سالهای ۱۹۷۳ تا ۱۹۷۷، به نمایندگی از مردم اسلو در مجلس ملی نروژ حضور داشت.

### فراتر از مرزهای نروژ
بریت اُس در طول فعالیت اجتماعی و سیاسی خود، مسائل مربوط به زنان، کار و صلح را در اولویت قرار داده‌است. دامنه و نفوذ فعالیت وی هرگز به مرزهای جغرافیای نروژ محدود نشد. کتاب وی با عنوان: «زنان در همه جهان» که در سال ۱۹۸۱ منتشر شد، به چندین زبان مختلف ترجمه شده‌است. اصطلاح «۵ حربه برتری جویی» که توسط وی ابداع شده در بخش بزرگی از جهان رواج پیدا کرده‌است. نادیده انگاری، تمسخر، بی‌خبر گذاشتن، شرمگین کردن و بالاخره مجازات مضاعف ابزاری هستند که گروه‌های مسلط، آگاهانه یا نا آگاهانه برای حفظ و گسترش برتری خود به‌طور منظم به کار می‌برند.

### زنان برای صلح و دانشگاه ویژه زنان
بریت اُس در پایه‌گذاری جنبش زنان برای صلح مشارکتی فعال داشت. جنبشی که خواستار پایان دادن به مسابقه تسلیحات هسته ای بود. جنبشی که با گردآوری نزدیک به نیم میلیون امضاء از سراسر جهان و ارائه آن در کنفرانس زنان سازمان ملل در کپنهاگ در سال ۱۹۸۰ خواستار تغییر مسیر تولیدات صنایع جنگی به تولید و توزیع خوراک، پوشاک و دارو در مناطق فقیر جهان بود.
بریت اُس یکی از پیشگامان و حامیان اصلی تأسیس یک دانشگاه جداگانه برای زنان بود. در سال ۱۹۸۳، یک دانشگاه خاص زنان در اینلاندت تأسیس شد و ۲ سال بعد تدریس در این دانشگاه آغاز گشت. در سال ۱۹۸۷، به این دانشگاه بودجه دولتی تخصیص داده شد. چند سال بعد دومین دانشگاه خاص زنان در نروژ در سال ۱۹۹۱، در نوردلاند افتتاح شد و سوئدی ها با اتکاء بر همین الگو در سال ۱۹۹۵، دانشگاه ویژه ای برای زنان در سونسوال گشودند.
بریت اُس دارای دکترای افتخاری از چند دانشگاه جهان بود و بارها از جمله با تقدیم جوایزی مانند نشان سنت اولاف از وی تقدیر شده‌بود، در سال ۱۹۹۴، بازنشسته شد. اما بازنشستگی وی مانع تلاش وی در راه تحقق آرمانهایش نشد. او با هوشیاری تحولات سیاسی نروژ و جهان را تعقیب می‌کرد و به عنوان یک محقق، پیامدهای تشعشعات رادیواکتیو، تغییرات آب و هوا، کمبود آب در جهان و افزایش آلودگی اقیانوس‌ها و رودخانه‌ها را در مرکز توجه خود قرار داد. از نظر وی ارتباط واضحی بین حوزه‌های مشکل‌ساز و تفکر لیبرال بازار حاکم وجود داشت.